# Akademia Sztuki Wojennej
Akademia Sztuki Wojennej (ASzWoj) – polska publiczna uczelnia wojskowa zlokalizowana w Warszawie, w dzielnicy Rembertów, powstała 1 października 2016 na podstawie ustawy o utworzeniu Akademii Sztuki Wojennej (Dz.U. z 2016 r. poz. 906).

## Historia
Ustawa o utworzeniu Akademii Sztuki Wojennej wskazała na potrzebę kontynuowania dorobku polskich szkół wojskowych i elitotwórczych, tj. Szkoły Rycerskiej i Wyższej Szkoły Wojennej, do tych dwóch uczelni nawiązuje w swojej działalności ASzWoj. W 2016 roku otworzona została w Sali Tradycji Akademii Sztuki Wojennej stała wystawa muzealna poświęcona poprzedniczkom ideowym uczelni. W październiku 2017 r. na terenie Akademii Sztuki Wojennej – przed budynkiem Komendy (bud. nr 101), odsłonięte zostało oryginalne popiersie cesarza Napoleona Bonaparte, które w czasach funkcjonowania Wyższej Szkoły Wojennej znajdowało się na dziedzińcu szkoły. Pomnik został wypożyczony czasowo z Muzeum Wojska Polskiego.
Akademia Sztuki Wojennej, w ramach potrzeb dowódczych i sztabowych Sił Zbrojnych RP, kształci żołnierzy zawodowych na studiach podyplomowych i kursach doskonalących. Warunkiem podjęcia kształcenia w tej placówce jest co najmniej kilkuletni staż służby wojskowej. W roku 2017 decyzją MON, przywrócono tytuł zawodowy „Oficera Dyplomowanego w Siłach Zbrojnych”, który jest przyznawany wyłącznie absolwentom dwuletnich Podyplomowych Studiów Operacyjno-Taktycznych (PSOT). Akademia Sztuki Wojennej, jako jedyna uczelnia wojskowa o charakterze dowódczo-sztabowym w Polsce, realizuje tzw. „kursy generalskie”, tj. Podyplomowe Studia Polityki Obronnej, przeznaczone dla kandydatów do uzyskania stopnia generalskiego.
Akademia realizuje także publiczne kształcenie cywilne na studiach pierwszego, drugiego i trzeciego stopnia oraz na studiach podyplomowych. Proces dydaktyczny prowadzony jest przez cztery wydziały akademickie: Wydział Bezpieczeństwa Narodowego, Wydział Zarządzania i Dowodzenia, Wydział Wojskowy oraz Wydział Prawa i Administracji.
W strukturach Akademii znajduje się jedyne w Polsce Centrum Symulacji i Komputerowych Gier Wojennych oraz specjalistyczne Centrum Szkolenia Obrony przed Bronią Masowego Rażenia w Siłach Zbrojnych.

## Statystyki
Akademia Sztuki Wojennej jest największą społeczną uczelnią cywilno-wojskową w Polsce. Uczelnia do wejścia w życie nowej ustawy Prawo o szkolnictwie wyższym (2018 r.) posiadała uprawnienia do nadawania stopnia doktora i doktora habilitowanego w zakresie dwóch dyscyplin naukowych: nauk o bezpieczeństwie oraz nauk o obronności w dziedzinie nauk społecznych.

## Badawczo-dydaktyczne jednostki organizacyjne
Akademia Sztuki Wojennej składa się z czterech wydziałów i samodzielnego instytutu:
- Wydział Bezpieczeństwa Narodowego[7]

- Wydział Zarządzania i Dowodzenia[8]

- Wydział Wojskowy[9]

- Wydział Prawa i Administracji[10]

- Instytut Historii i Polemologii[11]

## Pion Doskonalenia Kursowego
W skład Pionu Doskonalenia Kursowego wchodzą:
- Centrum Doskonalenia Kursowego Oficerów[12]
- Centrum Szkolenia Obrony Przed Bronią Masowego Rażenia w SZ RP[12]
- Wydział Kształcenia na Odległość ASzWoj[13]

## Jednostki ogólnouczelniane i międzywydziałowe
- Biblioteka Główna[14]
- Centrum Symulacji i Komputerowych Gier Wojennych[15]
- Szkoła Administracji Obronnej
- Szkoła doktorska
- Studium Wychowania Fizycznego i Sportu ASzWoj[16]
- Studium Języków Obcych ASzWoj[17]
- Klub ASzWoj[18]
- Jednostka Strzelecka 1313

## Kampus i budynki uczelniane
Kampus Akademii Sztuki Wojennej mieści się w Rembertowie na terenie otoczonym przez tereny zielone pozostałe m.in. po dawnym Centrum Wyszkolenia Piechoty. teren ten obejmuje także poligon wojskowy i zajmuje łącznie ok. 60 ha. Najstarsze zabudowania pochodzą z okresu międzywojennego i związane są bezpośrednio z burzliwą historią Polski. Z budynku będącego siedzibą Wydziału Bezpieczeństwa Narodowego Józef Piłsudski dokonał odprawy pułkowników w przededniu przewrotu majowego. Przez teren kampusu biegnie trasa turystyczno-historyczna „Rembertów-Kolebka Orła Białego”, przygotowana przez Stowarzyszenie Lepszy Rembertów. W większości, budynki znajdujące się na tym terenie (zarówno akademickie, jak i wille prywatne) są objęte ochroną Mazowieckiego Konserwatora Zabytków.
Na terenie kampusu znajdują się wszystkie jednostki organizacyjne wchodzące w skład ASzWoj oraz:
- domy studenckie;
- hotele akademickie;
- budynki administracji ogólnouczelnianej;
- biblioteka;
- obiekty sportowe: basen, hale sportowe, siłownia, boiska.

Kampus z racji oddalenia od miasta oraz zwartej struktury jest unikalny na skalę krajową: łączy potrzeby nowoczesnej uczelni (bliskość akademików i mieszkań pracowniczych, hoteli akademickich, budynków dydaktycznych i biblioteki) oraz walory historyczne (siedziba Wyższej Szkoły Wojskowej). Powierzchnia niezabudowanych działek pozwala na dalszy rozwój bez potrzeby zakupu ziemi na rzecz uczelni.

## Władze rektorskie
Kadencja 2024-
- rektor: dr Mieczysław Gocuł, generał w stanie spoczynku[20]
- prorektor ds. wojskowych: płk dr hab. Dariusz Majchrzak
- prorektor ds. wydawnictw: gen. bryg. dr hab. inż. Mariusz Fryc
- prorektor ds. dydaktycznych: płk dr hab. inż. Leszek Elak (od 2018 r.); płk prof. dr hab. inż. Grzegorz Sobolewski (2016-2018)
- prorektor ds. naukowych: płk dr hab. Tadeusz Zieliński (od 2018 r.); dr hab. Aneta Wysokińska-Senkus (2016-2018)
- prorektor ds. studenckich i jakości kształcenia: prof. dr hab. Jarosław Gryz (od 2016 r.)

Kadencja 2016–2020
- rektor: gen. bryg. dr inż. Ryszard Parafianowicz
- prorektor ds. wojskowych: płk dr hab. Dariusz Majchrzak
- prorektor ds. dydaktycznych: płk prof. dr hab. inż. Grzegorz Sobolewski
- prorektor ds. naukowych: płk prof. dr hab. Marek Wrzosek
- prorektor ds. studenckich: prof. dr hab. Jarosław Gryz